# Walter Rehn
Walter Rehn (* 15. September 1921 in Gleiwitz; † 2004 in Dresden) war ein deutscher Maler und Grafiker.

## Leben und Werk
Rehn kam mit seinen Eltern 1932 nach Dresden. Dort machte er nach dem Schulabschluss eine vierjährige Ausbildung zum Gebrauchsgrafiker. 1940 wurde er zum Kriegsdienst eingezogen. 1947 kam er aus der Kriegsgefangenschaft nach Dresden zurück. Dort ließ er sich als freischaffender Maler und Grafiker nieder und wurde Mitglied des Verbandes Bildender Künstler der DDR. Im Abendkurs absolvierte er ein Studium an der Hochschule für Bildende Künste Dresden. Wie eine Anzahl weitere Dresdener Künstler arbeitete er neben seiner freien künstlerischen Tätigkeit am DEFA-Studio für Trickfilme in Dresden-Gorbitz. Seit 1958 arbeitete er als Chefzeichner u. a. mit der Regisseurin Christl Wiemer zusammen, deren wichtigster künstlerischer Wegbereiter er war. Mit dem dort ebenfalls tätigen Heinz Drache beteiligte er sich an der Ausschreibung für die künstlerische Gestaltung des Dresdener Kulturpalastes. Beide schufen dafür 1969 für das Foyer des Hauses den Wandfries „Unser sozialistisches Leben“. Ab 1957 war Rehn in der DDR auf einer bedeutenden Anzahl von Kunstausstellungen vertreten, u. a. von 1958 bis 1978 auf allen Deutschen Kunstausstellungen bzw. Kunstausstellungen der DDR in Dresden.
Werke Rehns befinden sich u. a. in der Städtischen Galerie Dresden.

## Werke (Auswahl)

### Tafelbilder (Auswahl)
- Bildnis (Öl; ausgestellt 1958/1959 auf der Vierten Deutschen Kunstausstellung)[2]
- Hippodrom (Öl; ausgestellt 1958/1959 auf der Vierten Deutschen Kunstausstellung)[3]
- Mutter mit Kind (Öl; ausgestellt 1962/1963 auf der Fünften Deutschen Kunstausstellung)[4]
- Puppenspieler im Atelier (Öl, 1966; ausgestellt 1967/1968 auf der VI. Deutschen Kunstausstellung)[5]
- Cabaret II (Collage und Tempera, 1989)[6]
- Dresdner Vogelwiese (Öl, 1994)[7]

## Einzelausstellungen
- 1983 Dresden, Galerie West (Malerei)